# Hawthorne (Kalifornia)
Hawthorne – miasto w Stanach Zjednoczonych, w stanie Kalifornia, w hrabstwie Los Angeles.
Mieściła się tutaj siedziba i zakład produkcyjny założonej w 1939 roku wytwórni lotniczej Northrop Corporation. Pozostałością po nich jest port lotniczy Hawthorne (Hawthorne Municipal Airport). 